# سیرتسه
سیرتسه (روسی: Сердце) که در زبان روسی به‌معنای «قلب» و «دِل» است، نام ترانه‌ای مشهور و قدیمی در سبک تانگوی آرژانتینی و از مشهورترین ترانهٔ سبک تانگوست که به زبان اسپانیولی نیست، بلکه به زبان روسی است و توسط خواننده و آهنگساز نامدار اتحاد جماهیر شوروی، «پیوتر لیشینکو» بر سر زبان‌ها افتاد.
این ترانه را در آغاز با خط اول شعر آن یعنی «چندین دختر زیبا» می‌شناختند که برای فیلم موزیکال «رفقای بانشاط» (۱۹۳۴) ساخته شده بود. ترانه‌سرای آن واسیلی لبدف-کوماچ و آهنگسازش «ایساک دونایوسکی» و نخستین خواننده و اجراکننده‌اش «لئونید اوتیسف» بود.
در سال ۱۹۳۵ میلادی پیوتر لیشینکو این ترانه را به‌سبک تانگوی آرژانتینی بازاجرا کرد که در آغاز، از آن استقبال نشد؛ اما به‌تدریج جاافتاد و مورد توجه واقع شد. در دورانِ شوروی سابق این ترانه را به‌عنوان یک «ترانهٔ عاشقانهٔ روسی» می‌شناختند، اما در سایر نقاط جهان، آن را منحصراً یک تانگوی سبک آرژانتینی به‌حساب می‌آورند.